# Kétvölgy
Kétvölgy is een plaats (község) en gemeente in het Hongaarse comitaat Vas. Kétvölgy telt 119 inwoners (2007).

## Andere steden
- Károly Doncsecz